# Kotick-Gletscher
Der Kotick-Gletscher ist ein 4 km langer Gletscher auf der westantarktischen James-Ross-Insel. Er fließt von der Patalamon Mesa in nordöstlicher Richtung zur Holluschickie Bay, die er östlich des Kotick Point erreicht.
Das UK Antarctic Place-Names Committee benannte ihn 2023 in Anlehnung an die Benennung der gleichnamigen Landspitze. Diese ist benannt nach der Hauptfigur in Rudyard Kiplings Geschichte Die weiße Robbe aus seinem Werk Das Dschungelbuch aus dem Jahr 1894.